# 勝利自動車工場
勝利自動車工場（スンリじどうしゃこうじょう）は、北朝鮮の自動車工場。平安南道徳川市に所在する。
北朝鮮における呼称は「勝利自動車連合企業所」となっており、国産車の大部分を生産している。同工場は1956年、「徳川自動車工場」として設立され、第1次7カ年計画（61-70年・3年延長）、6カ年計画（71-76年）で自動車工場として完成。1975年に「勝利自動車工場」と改名した。

## 生産ライン
1980年代に外国から生産ラインを導入し、2.5トントラック、10トントラック、25トントラックの生産体制を整えた。
同工場では1958年に開発された「勝利58号」（ソ連のGAZ-51のコピー車種）をはじめ、乗用車、10トン、25トン、40トンダンプカー、バス、ジープ型自動車を生産している。
「勝利58号」は中型のトラックで、構造が単純なことから製造・修理が容易であり、開発から50年近く経った現在でも生産されている。北朝鮮関連の写真集や、脱北者の手記にも登場する。
北朝鮮で使用されている車両の80%はトラックであり、自家乗用車は約3,000両程度にすぎない。これは、1960年代以降、貨物輸送と「戦争遂行能力」向上を目的にソ連や東欧製の製品を模倣し、トラックの生産に重きを置いたためである。
また、2013年6月には中国との合弁会社として「徳中（）自動車工場」が創設され、輸入した中国製トラックの組立生産を行っている。ネナラによれば生産車種は10余種、年間生産台数は数千台とされている。

## 生産車種

### 自動車
平壌4.10
メルセデス・ベンツ・190のコピー。1987年から1988年にかけ少数が生産された。後に名称を「更生-88（Kaengsaeng 88）」に改めた。
白頭山（Paektusan）
メルセデス・ベンツ・190のコピー。色は黒・赤・緑の3色。
勝利-4.15（Sungri 4.15）
ソ連のGAZ-69Aをライセンス生産もしくはコピーした車両。1961年ごろから生産。後期タイプはUAZ-469に似た外見に改良されている。「4.15」は金日成の誕生日4月15日から。
更生-64（Kaengsaeng 64）
ソ連のGAZ-69をライセンス生産もしくはコピーした車両。1968年から1985年に生産。生産時期から、勝利-4.15の改良型あるいは派生車種と見られる。
朝顔（Achimkoy）
ソ連のGAZ-M20 ポピェーダをライセンス生産もしくはコピーした乗用車。1970年代に生産された。
白頭山（Paektusan）
同名の190のコピーとは別物のセダン。1970年代末に極少数が試作または生産されたと見られる。ベース車両としてFSOフィアット125P等が考えられるが詳細はほとんど不明。

### トラック

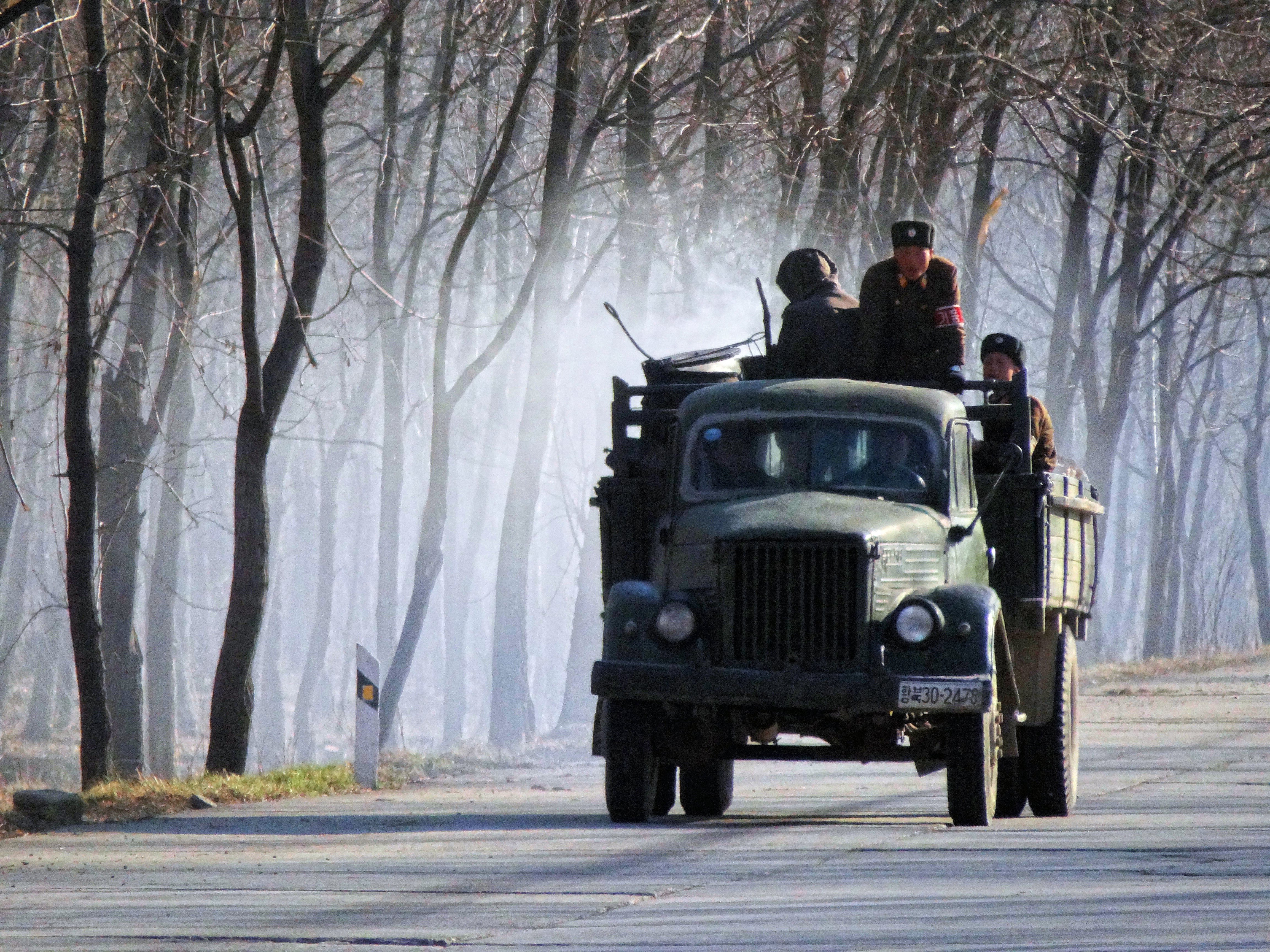
軍用トラックとして用いられる勝利58。木炭自動車に改装されている（2014年）。

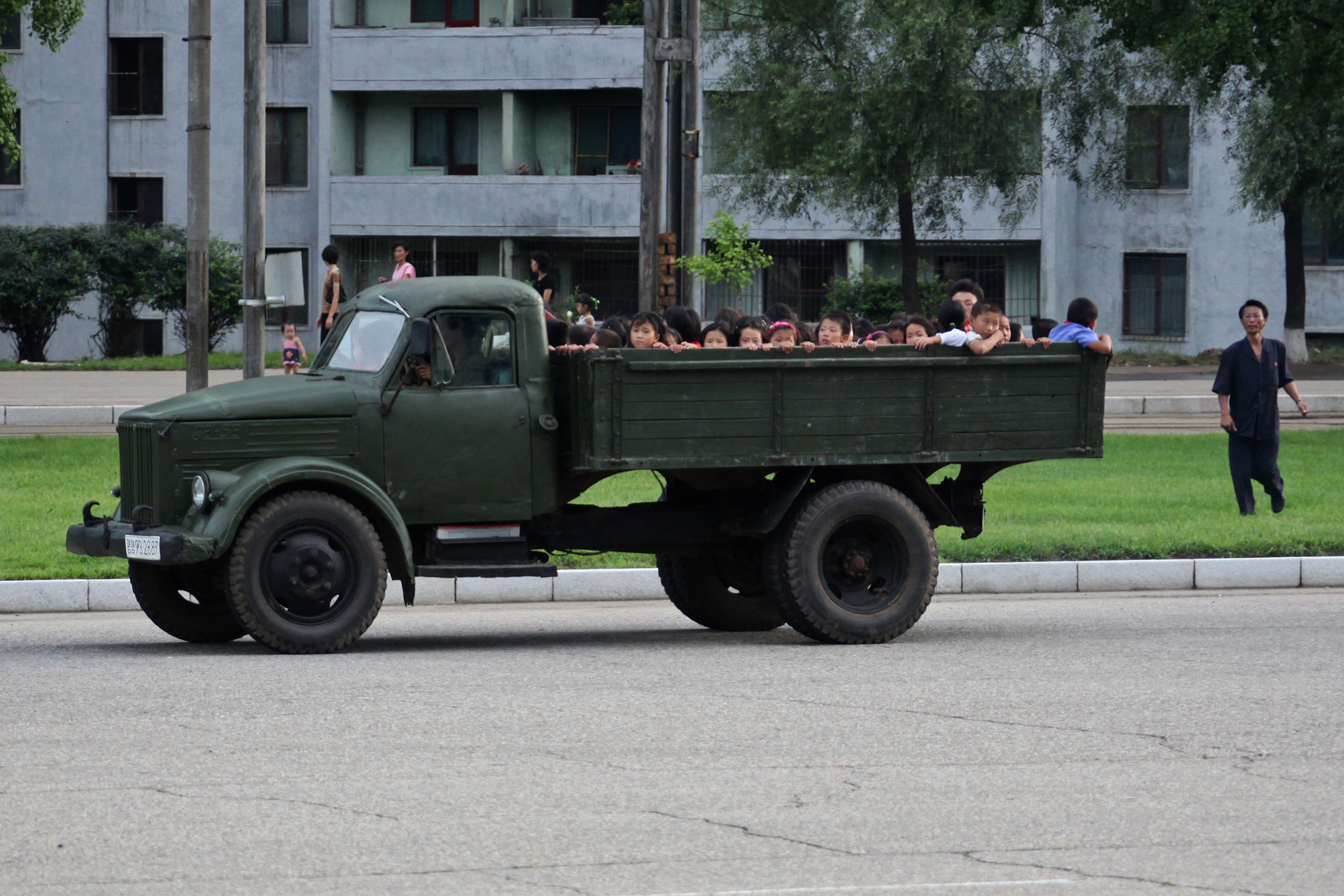
平壌市内でスクールバスとして用いられる勝利58（2010年）

勝利-4.25
ソ連のGAZ-69をライセンス生産もしくはコピーした車両。勝利-4.15のピックアップトラック型。
勝利-58（Sungri 58）
ソ連製のGAZ-51をライセンス生産もしくはコピーしたトラック。1958年から1979年にかけて生産された。また、このトラックを元にバスも製造された。
勝利-58KA
勝利-58の改良型。1979年から1990年代中盤まで生産された。木炭車にも数多く改造されている。2008年と2009年にモデルチェンジした型が生産された。
勝利-61（Sungri 61）
ソ連のGAZ-63をライセンス生産もしくはコピーしたトラック。1961年から1979年にかけて生産された。
勝利-61NA
勝利-61の改良型。1979年から現在に至るまで生産が続いている。
勝利1-0.10
1960年にプロトタイプが生産されたトラック。「10.10」という数字は、朝鮮労働党創建記念日の10月10日に基づく。
自主-64（Chaju 64）
ソ連製のKrAZ-256に基づくトラック。1964年から1982年まで生産された。生産開始当初は「勝利-64（Sungri 64）」という名称であった。2009年にモデルチェンジした型が生産された。設計主任は帰国事業で北朝鮮に渡った在日朝鮮人技術者であると言われている。
自主-82（Chaju 82）
自主-64の改良型。1982年から1990年代中盤まで生産された。
建設（Konsor）
ソ連（現・ベラルーシ）のベラーズ製ホウルトラックを基にした大型ダンプカー。1970年から1990年代後半まで生産された。
錦繍山（Kumsusan）
独自開発とみられる大型ダンプカー。1979年から1990年代後半まで生産された。
太陽-82（Sonyon 82）
独自開発とみられるトラック。1982年から1990年代後半まで生産された。
勝利号（Sungri-ho）
2016年に公開され、翌年から生産が開始された新型5トン貨物トラック。中国の中国重型汽車集団のHOWO L2がベース。ディーゼルエンジンを搭載し馬力は115馬力。